# Olla de trigo

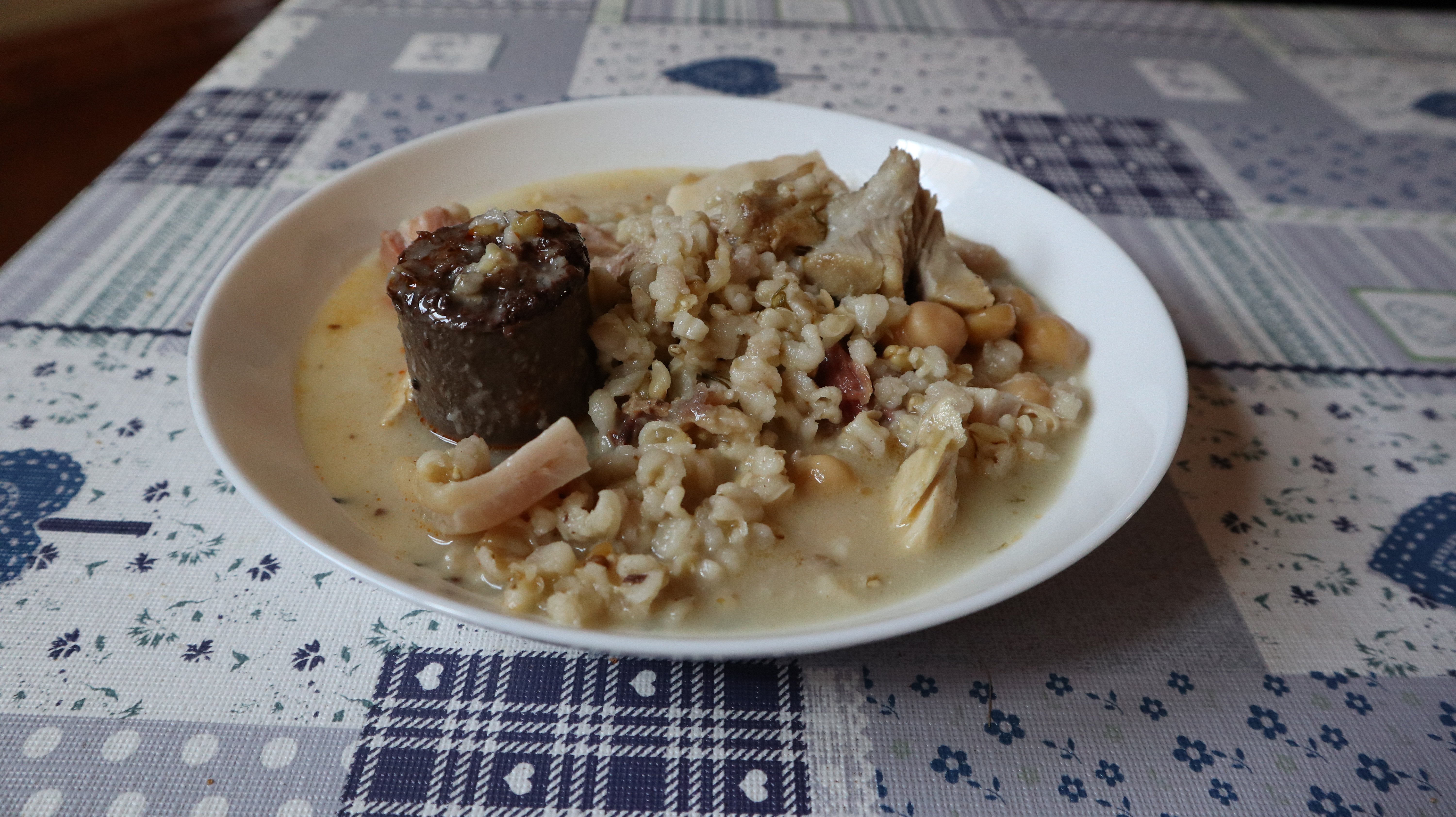
Plato de trigo.

La olla de trigo (a veces también olla de trigo con hinojo) se trata de un cocido muy popular en Almería. Se elabora principalmente con trigo, garbanzos, carnes diversas y aromatizado con hinojo salvaje. Es un plato invernal que se suele servir caliente. Se suele denominar también Olla de San Antonio por ser preparada el día del santo Antonio Abad (de onomástica el 17 de enero).

## Características
El trigo empleado en el cocido se suele poner a remojo unas horas antes de su cocción, tras el remojo suele ponerse en un saco y se golpea para que se suelte la piel de los granos. A veces se suele emplear arroz moreno en su lugar. La proporción de garbanzos es ligeramente superior a la de trigo. Los embutidos incluidos en su elaboración suelen ser morcilla (generalmente morcilla de cebolla), cerdo en salazón.  En la olla (generalmente olla de barro de las denominadas de Biar) se introduce la calabaza, el nabo, los garbanzos, las patatas, la cebolla frita. Se trata de una preparación de cocción lenta.   

## Variantes
La olla de trigo posee algunas variantes a lo largo de la geografía del sur de España y del levante español:
- Olleta de Sant Antoni que posee algo de calabaza.
- Triguico picao
- Blat picat